# 豪雪うどん
豪雪うどん（ごうせつうどん）は、北海道倶知安町の名物うどん。土産物の定番品でもある。元々は、農家の家庭料理（郷土料理）でんぷんうどんである。

## 概要
麺の主成分がジャガイモデンプン（片栗粉を参照）のうどんである。倶知安の土産物の定番品としても販売され、親しまれる。地元の名産品「男爵芋」を使用することで地域活性化にも貢献している。近年は知名度を上げるために北海道内限定であるがCMも制作している。

## 発祥由来
うどんの原料は通常ならば小麦粉であるが、倶知安町はジャガイモの一大産地であり、小麦よりも容易に入手が可能であった。
ジャガイモから精製されたデンプンを使用する家庭料理（でんぷんかき、いももち・でんぷんうどんなど）の定番品として使用され、振舞われていた。
農家で食されていたでんぷんうどんを、当地名産のジャガイモ「男爵」を使用して「豪雪うどん」と称し初めて提供したのが「ホテル第一会館」である。名称の「豪雪」は、倶知安町が北海道有数の豪雪地帯であることに由来し、さらに白く透き通った麺を雪に見立てたものである。

## 特徴
麺
- 釜揚げうどんには不向きであり、一度冷水にて麺を引き締めなければならない。
- 茹で上がりは、プリプリとした食感と白く透き通った麺が特徴である。
- 一般販売品である製麺は、一般的なうどんに比べると茹で時間が長い（約10分程度）。

麺の成分
- ジャガイモでん粉95%・小麦粉5%